# Heráldica autárquica portuguesa
A heráldica autárquica portuguesa constitui um ramo da heráldica portuguesa que congrega o conjunto de tradições e regras específicas às quais devem obedecer os símbolos heráldicos (brasões, bandeiras e selos) das autarquias locais (freguesias, municípios e regiões administrativas) de Portugal. Os padrões gerais da heráldica autárquica portuguesa são seguidos em outros países da Comunidade dos Países de Língua Portuguesa, especialmente no Brasil.

## Descrição

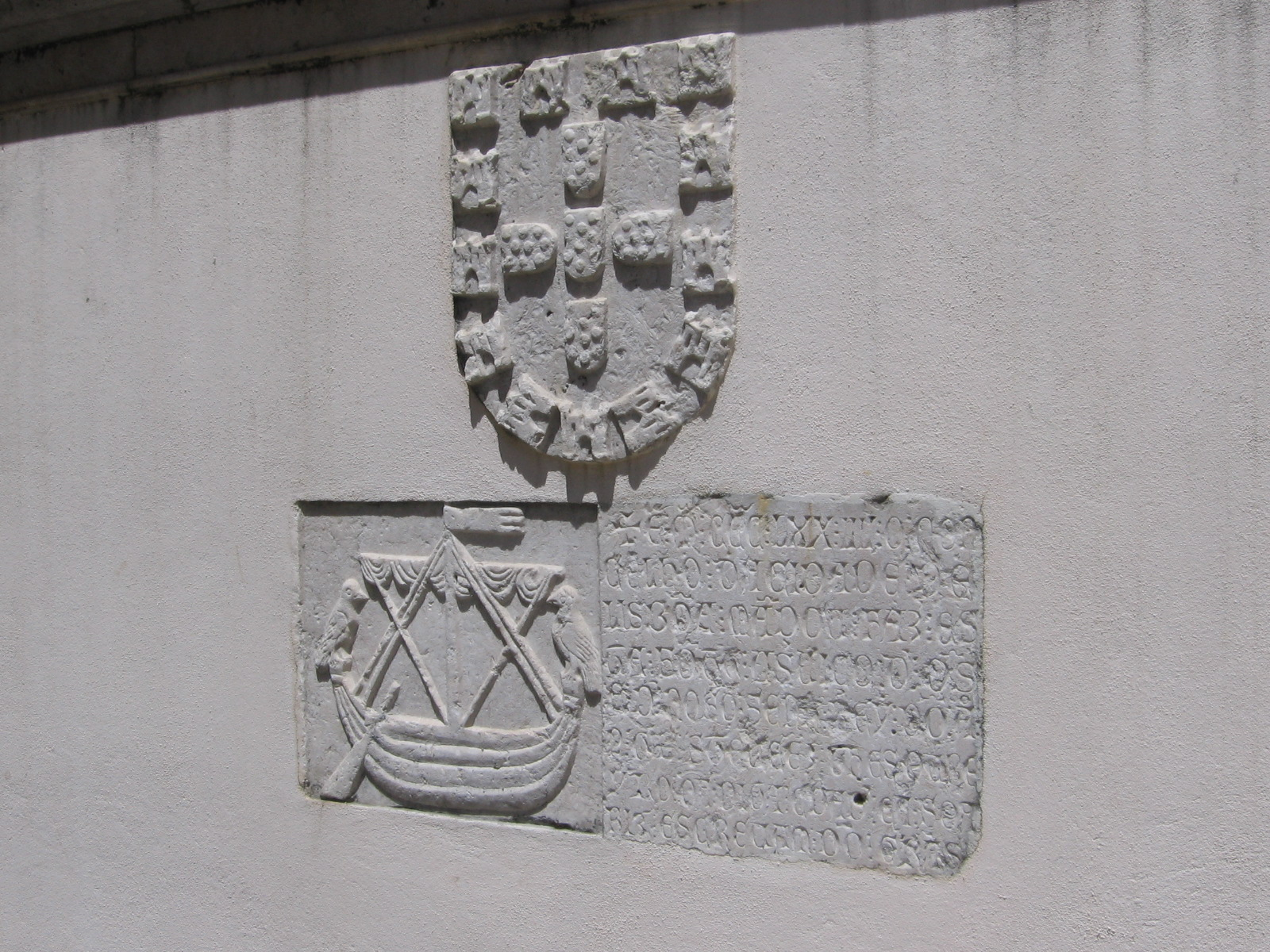
Armas municipais de Lisboa gravadas, sob o escudo das armas reais, no Chafariz do Andaluz, século XIV.

A heráldica municipal portuguesa tem raízes muito antigas, nalguns casos proto-medievais. Pelo menos desde o princípio do século XIII que a adoção de armas pelos municípios portugueses ocorre por iniciativa dos mesmos, sem qualquer tipo de sancionamento por parte de autoridade superior, quer régia, quer senhorial. As mais antigas armas municipais conhecidas são as do extinto concelho de Castelo Mendo, contidas no selo deste apenso a um documento datado de junho de 1202.
Os concelhos escolhiam livremente os sinais a figurar nos selos com que autenticavam documentos, nas bandeiras usadas em cerimónias, procissões ou campanhas em que participassem milícias municipais e nas pedras de armas com que assinalavam a entrada no seu território, a posse de determinado bem ou a intervenção municipal na construção e manutenção de edifícios públicos, como paços do concelho, chafarizes, pontes, celeiros, tercenas e muralhas.
No contexto do municipalismo medieval português, estas armas funcionavam como simbólica do poder local, assumindo-se como «afirmações de personalidade legal autónoma face aos poderes real e senhorial, atestando competência administrante da respetiva comunidade local».
Apesar de existente desde tempos imemoriais, a heráldica municipal não aparece incluída nos armoriais mais antigos, ausência atribuída ao carácter nobiliárquico destes, o que obviamente tornava espúria a inclusão das representações municipais. Esses armoriais funcionavam como registo solene e oficial da armaria, operado pela autoridade competente em nome do soberano, repousando numa lógica de associação da heráldica à nobreza e de valorização da figura régia como fons honorem.

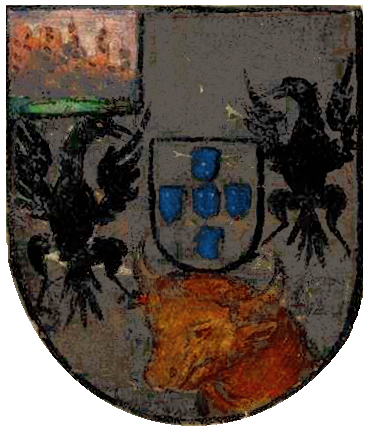
Armas municipais de Beja representadas no Thesouro da Nobreza de Francisco Coelho, século XVII.

A primeira inclusão conhecida da heráldica municipal num armorial data da segunda metade do século XVI, num códice coligido e iluminado por Brás Pereira Brandão e pelo seu sobrinho-neto Brás Pereira de Miranda, intitulado Livro de armas da nobreza fidalguia do Reino de Portugal, Trata-se de uma obra pouco conhecida, mas de grande importância, já mencionada em algumas bibliografias especializadas, mas cujo paradeiro se desconhece. Os municípios abrangidos, por ordem de inclusão, são Braga, Lamego, Viseu, Guarda, Lisboa, Coimbra, Évora, Porto, Silves, Santarém, Bragança, Beja, Elvas e Leiria. Na obra, os escudos de Elvas e Silves encontram-se delineados mas não preenchidos. Um códice posterior, a cópia do Livro do Senhor Dom Duarte, conservado na biblioteca da Academia das Ciências de Lisboa, inclui uma secção com as Imsignias das Cidades de Portugal, que copia as incluídas no códice de Brás Pereira Brandão, por ordem diferente, acrescentando as armas de Portalegre.
A mais antiga coleção substancial de heráldica municipal que se conhece é o códice Thesouro da Nobreza, datado de 1675, de que é autor o rei de armas Índia, Francisco Coelho, filho de António Coelho, rei de armas de D. João IV, manuscrito onde se encontram pintados os brasões de 81 povoações de Portugal.
A primeira tentativa oficial e consistente de organização de um registo de heráldica municipal deve-se a Rodrigues Sampaio, que promoveu a emissão da Portaria de 26 de Agosto de 1881, da Secretaria de Estado dos Negócios do Reino (publicada no Diário do Governo n.º 185 de 1 de Setembro de 1881), que ordenava aos governadores civis que fizessem sentir às câmaras municipais e outras corporações dos respetivos distritos a necessidade de apresentarem no Cartório da Nobreza os diplomas dos brasões que usavam, a fim de ali serem registados, bem como outros quaisquer atos justificativos. Aquele mesmo diploma determinava que as corporações que usando de brasões não tivessem os devidos títulos  os deveriam obter junto da Secretaria de Estado dos Negócios do Reino e proceder ao seu registo no referido cartório.
Entre as iniciativas particulares contam-se a publicação de obras como As Cidades e Villas da Monarquia Portuguesa que têm brasão d'armas de Vilhena Barbosa, a Descripção das armas reaes de Portugal, dos brasões das cidades e das principais villas do Reino, e explicação das insígnias de algumas delas de Henrique Luís Feijó da Costa, a série do Archivo histórico e um conjunto de artigos avulsos publicados na Ilustração Luso-Brasileira. Apesar destas obras poderem ser apontadas como padecendo de insuficiência de rigor e de informação, são importantes para documentar a prática heráldica vigente no século XIX e, nalguns casos contribuíram, poderosamente para a consolidação de ordenações de símbolos municipais.

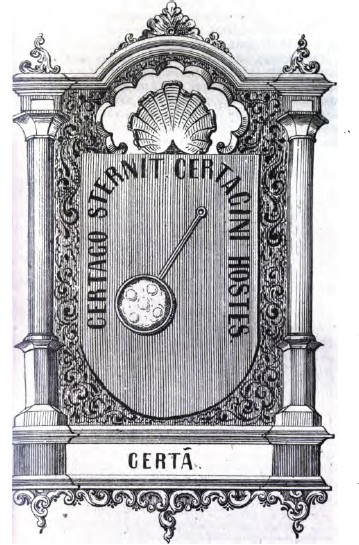
Armas municipais da Sertã representadas em As Cidades e Villas da Monarquia Portuguesa que têm brasão d'armas de Vilhena Barbosa, 1860.

Durante o século XIX, a Coroa procede expressamente à concessão, à alteração ou à confirmação de brasões de armas a alguns municípios, intervindo assim na regulamentação dos símbolos heráldicos daqueles, os quais até então tinham sido livremente assumidos pelos próprios sem necessidade de qualquer sanção por parte de uma autoridade superior. Talvez o primeiro caso, tenha sido o acrescentamento honroso concedido pelo Príncipe Regente D. João em 1813 às armas da cidade do Porto em homenagem à sua sublevação contra os invasores franceses durante a Guerra Peninsular. Já anteriormente, em 1808, D. João tinha concedido a Olhão a honra dos seus habitantes usarem uma medalha com a letra "O" e a legenda "Viva a Restauração e o Príncipe Regente Nosso Senhor", letra e legenda essas que viriam a constituir os elementos do brasão da vila quando a mesma se tornou município em 1826. Durante a Monarquia Constitucional, a atribuição ou reforma de brasões municipais acompanhou frequentemente a concessão de condecorações, títulos e outras honras dadas as várias cidades e vilas como recompensa pelo papel que as mesmas tiveram na defesa do regime liberal durante a Guerra Civil.
Com a implantação da república em outubro de 1910, o novo regime não via com agrado o uso de símbolos heráldicos por os associar ao regime monárquico, desencorajando o seu uso. Apesar de tudo, muitos municípios continuaram a fazer uso dos seus brasões, existindo mesmo alguns deles que - não tendo ainda armas - mostraram vontade de as ter. Um desses foi o da Marinha Grande que, havendo sido restaurado como município em 1917, procurou fazer uso de um brasão de armas, mas não encontrou  nenhuma autoridade que pudesse tratar do tema. A respetiva câmara municipal apelou então ao público em geral, apelo esse que foi respondido pelo heraldista Afonso de Dornelas da Associação dos Arqueólogos Portugueses em 1921. Afonso de Dornelas não só apresentou uma proposta para armas, bandeira e selo da Marinha Grande, como criou também um esboços de projeto para um futuro regulamento de heráldica municipal.
No entanto, e apesar de diversos esforços oficiais, a regulamentação legal da heráldica e vexilologia autárquicas ocorreu apenas a partir da década de 1930. Este processo, foi decisivamente influenciado por Afonso de Dornelas, que ocupou lugar de destaque na elaboração dos pareceres da Associação dos Arqueólogos Portugueses, e que a partir dessa associação influenciou decisivamente o processo regulamentar e, na década seguinte, a elaboração da heráldica de cada um dos municípios. A intervenção de Afonso de Dornelas foi muitas vezes dominante tanto na ordenação como na estrutura geral da heráldica produzida para as autarquias, a qual adotou em boa parte os motivos que ele considerava característicos de cada região. A sua intervenção foi também determinante em matérias de natureza técnica, tais como na imposição da simetria e da estética de estilizar as figuras, as quais ficaram ao gosto da arte heráldica por ele cultivado. 

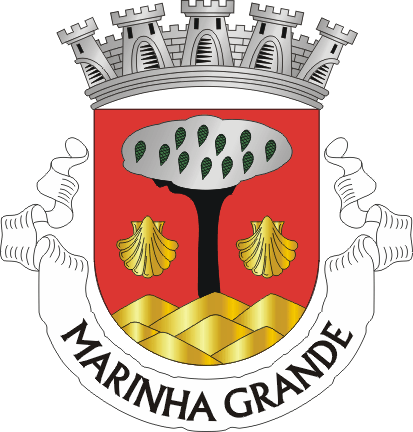
Armas municipais da Marinha Grande, que têm como base a proposta de Afonso de Dornelas de 1921.

Essas medidas de regularização assentam no despacho-circular de 14 de Abril de 1930 da Direção-Geral de Administração Política e Civil do Ministério do Interior que obrigava as comissões administrativas das câmaras municipais a legalizar os brasões segundo o parecer compulsório da Secção de Heráldica da Associação dos Arqueólogos Portugueses.
A matéria encontra-se presentemente regulada pela Lei n.º 53/91, de 7 de agosto, que veio atualizar a regulamentação da heráldica autárquica e das pessoas colectivas de utilidade pública administrativa. Esta lei manteve no essencial as regras estabelecidas pelo despacho-circular de 1930, mas permitiu expressamente o direito ao uso de símbolos heráldicos por todas as freguesias (e não apenas as afastadas da sede dos municípios) e estabeleceu a heráldica a usar pelas regiões administrativas (não implementada por estas nunca terem sido criadas).
Apesar das regras estritas, há no entanto vários municípios, vilas e freguesias que mantêm símbolos heráldicos com desvios a essas regras. Em alguns casos, isso deve-se à sua preferência pelo uso dos seus símbolos heráldicos tradicionais adotados antes do estabelecimento da regulamentação da heráldica autárquica.
Do ponto de vista técnico, a heráldica autárquica portuguesa pode ser considerada rigorosa, dando ênfase ao cumprimento estrito das corretas regras heráldicas, incluindo no que diz respeito à estilização e simetria no ordenamento dos escudos. São-lhe apontadas contudo muitas limitações do ponto de vista estético e artístico, com a ordenação de muitos brasões a conter um excessivo número de elementos, muitas vezes pouco harmoniosos entre si, além de falta de originalidade causada pela repetição de elementos e de ordenamentos. Esta falta de originalidade leva a que muitos brasões sejam muito semelhantes entre si, perdendo a sua função distintiva, relegando para o listel com o nome da autarquia a função de a identificar. As próprias bandeiras autárquicas, dado o número limitado de ordenações permitidas, repetem-se de autarquia para autarquia, tornando-se pouco úteis para as distinguir entre si.
A reforma administrativa de 2013, levou à agregação de um elevado número de freguesias, que resultou na criação de uniões de freguesia. A Lei n.º 53/91 não foi contudo ajustada de modo a prever soluções heráldicas específicas para identificar estas novas entidades, como a permissão de partições dos campos dos brasões das uniões de freguesias que permitissem acomodar num único escudo os diversos brasões das antigas freguesias que lhes deram origem. Assim, as uniões de freguesia têm optado por continuar a usar em conjunto os diversos brasões e bandeiras das antigas freguesias que lhes deram origem ou alternativamente optam por criar armas inteiramente novas.

## Regras em vigor
As regras em vigor atualmente para a heráldica das autarquias locais encontram-se definida pela Lei n.53/91 de 7 de agosto de 1991. As normas estabelecidas por esta lei são essencialmente as mesmas que as que já haviam sido estabelecidas pelo despacho-circular de 14 de Abril de 1930, mas com alguns ajustamentos e clarificações. Nomeadamente, a nova lei clarifica o direito ao uso de símbolos heráldicos por parte de todas as freguesias, bem como estabelece modelos de símbolos para as futuras regiões administrativas (nunca estabelecidas) e para as vilas que não sejam sede de autarquia local. De observar que esta lei também regula os símbolos heráldicos a usar pelas pessoas coletivas de utilidade pública administrativa.

### Brasões de armas
A ordenação heráldicas dos brasões de armas das autarquias locais deve seguir as regras gerais da heráldica, mas com algumas restrições específicas, nomeadamente a de não serem permitidas partições do escudo que provoquem uma cisão no seu todo significativo. Implicitamente, permitem-se partições que não provoquem aquela cisão, já não se proibindo portanto todos os partidos, cortados e esquartelados como em 1930. Nas regras de 1991, também deixou de estar expressa a proibição da representação das atuais armas nacionais e do escudo completo com a orla de castelos que existia anteriormente. No listel colocado sob o escudo passou a ser prevista a possibilidade de colocação de motes e já não apenas legendas com o nome da autarquia local.
Os brasões de armas das autarquias locais devem em geral ser constituídos por um escudo de ponta redonda (dito "escudo português" ou "peninsular"), encimado por uma coroa mural e tendo sotoposto um listel com uma legenda ou mote.
O tipo de coroa mural define o estatuto ou a categoria da povoação sede da autarquia local titular do brasão, de acordo com o seguinte:
| | | | |
| Coroa mural de ouro de cinco torres aparentes: identifica a capital do País, sendo apenas usada pela cidade de Lisboa | Coroa mural de prata de cinco torres aparentes: identifica outros municípios com sede em cidade. Na prática, usada também por freguesias com sede em cidade | Coroa mural de prata de quatro torres aparentes: identifica os municípios com sede em vila. Na prática, usada também pelas freguesias com sede em vila | Coroa mural de prata de três torres aparentes: freguesias com com sede em povoação simples. Na prática usada também pelas freguesias urbanas |

Os quatro tipos de coroas murais acima referidos são os inicialmente previstos nas regras de 1930, continuando a ser os únicos em uso. Contudo, a lei de 1991 prevê três novos tipos de coroas que acabaram por nunca ter qualquer uso até à atualidade. Assim, está também prevista a existência de coroas murais específicas para as regiões administrativas (de ouro com cinco torres aparentes e, entre elas, escudetes das quinas), para as freguesias com sede em vila (de prata de quatro torres aparentes, com a primeira e quarta de menor dimensão) e para as vilas que não são sede de autarquia local (de prata de quatro torres aparentes, todas de pequena dimensão). O primeiro tipo de coroa não é usado em virtude de nunca terem sido implementadas as regiões administrativas, o segundo por às freguesias com sede em vila continuar a ser atribuída uma coroa mural idêntica às dos municípios com sede em vila e o terceiro tipo por aparentemente não existirem vilas nas condições definidas nas regras.

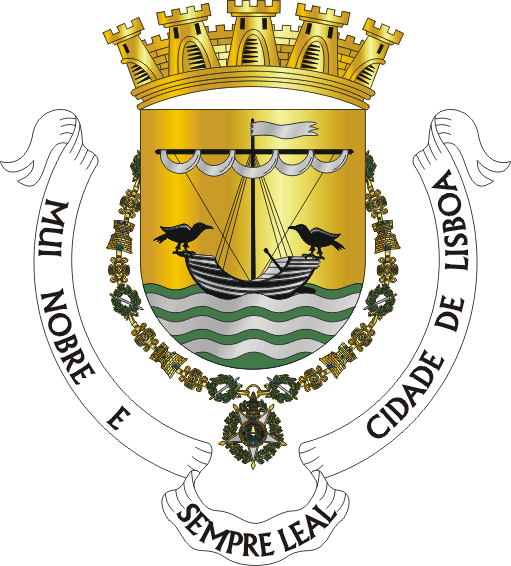
Armas do município com sede na capital do País (Lisboa)
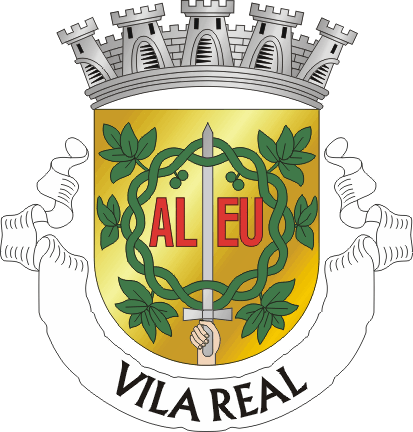
Armas de um município com sede em cidade (Vila Real)
Armas de uma freguesia com sede em cidade (Fátima)
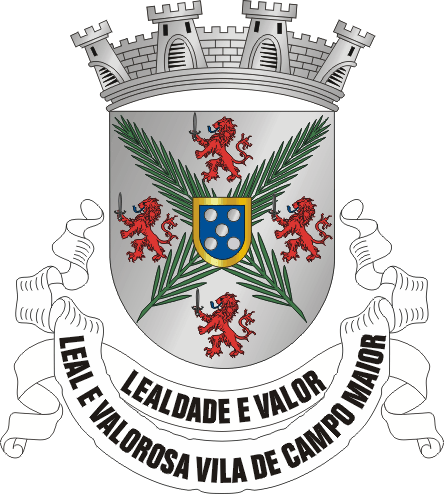
Armas de um município com sede em vila (Campo Maior)
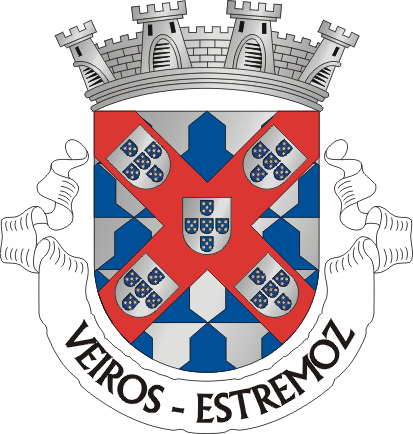
Armas de uma freguesia com sede em vila (Veiros)
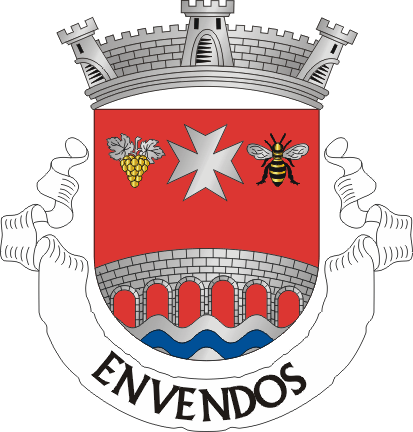
Armas de uma freguesia com sede em povoação simples (Envendos)
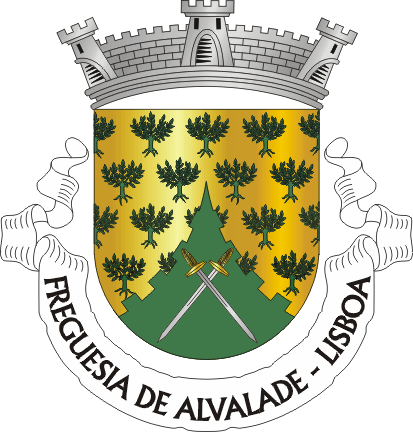
Armas de uma freguesia urbana (Alvalade)

Várias autarquias locais utilizam contudo armas que não respeitam o padrão oficial. Assim, municípios como os da Horta e Caldas da Rainha sempre recusaram a adoção de novas armas, privilegiando a tradição histórica em detrimento das regras oficiais, mantendo o uso dos seus antigos brasões. Outros adotaram inicialmente novas armas, mas decidiram reverter mais tarde para os seus antigos brasões, como foram os casos da Póvoa de Varzim e de Angra do Heroísmo. Por outro lado, alguns municípios adotaram novos brasões genericamente de acordo com o padrão oficial, mas com um ordenamento que infringe algumas regras do mesmo, como é o caso do de São João da Madeira que não respeita as restrição da existência de partições no campo.

Armas do município da Horta
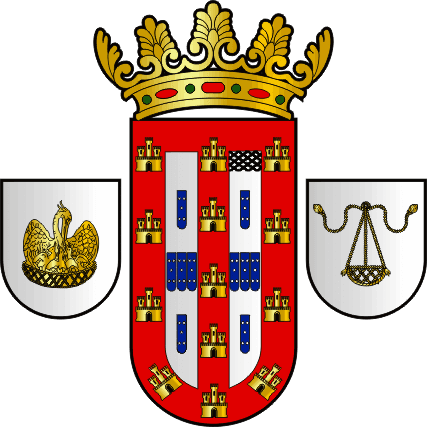
Armas do município das Caldas da Rainha
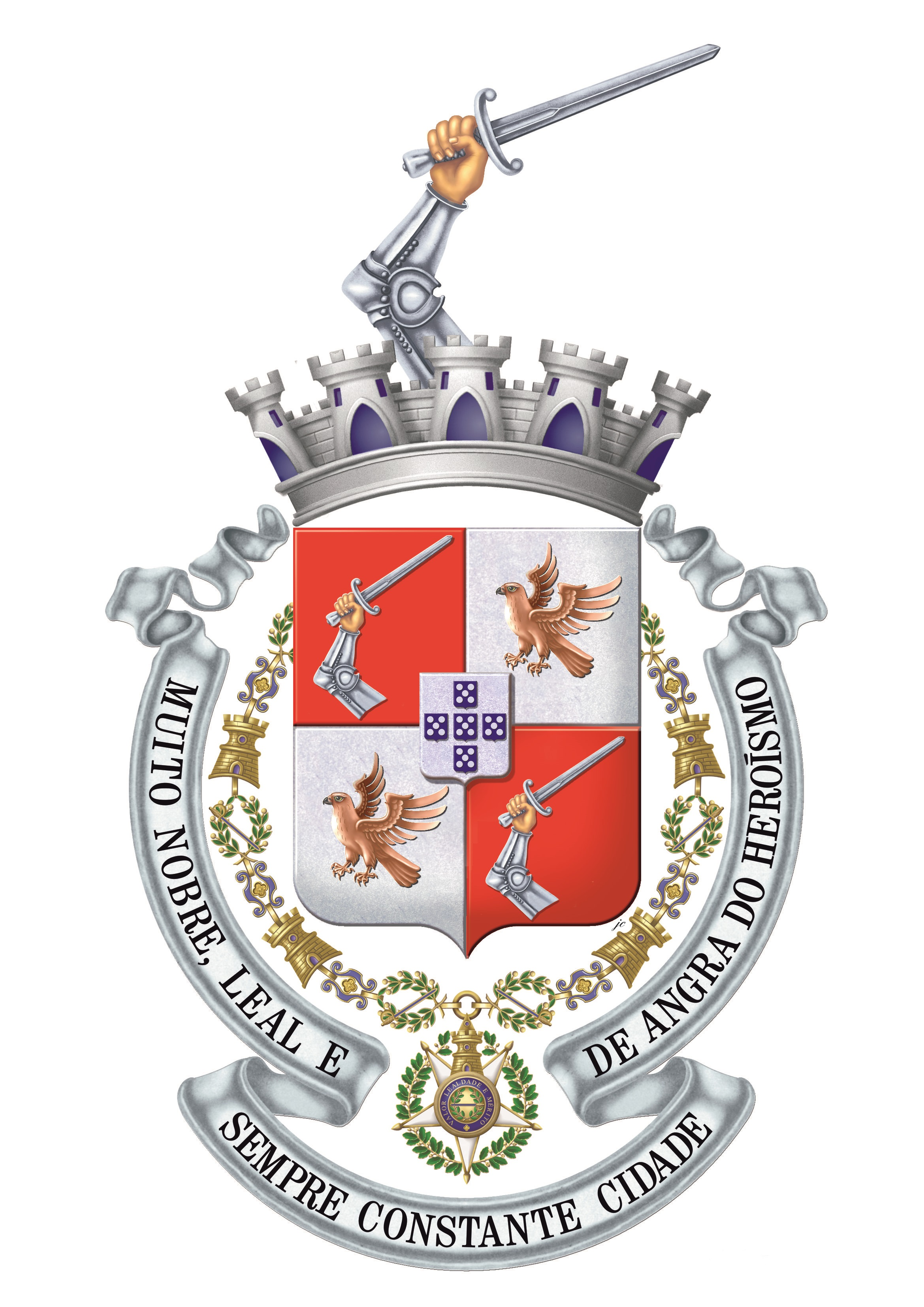
Armas do município de Angra do Heroísmo
Armas do município de São João da Madeira

### Bandeiras
A heráldica autárquica portuguesa prevê que as autarquias locais disponham de dois tipos de bandeiras, o primeiro para ser conduzido em desfiles, cortejos e outros tipos de cerimónias e o segundo para ser arvorado em edifícios ou mastros ornamentais. Na lei de 1991, o primeiro tipo de bandeira passou a ser referido como "estandarte" e o segundo como "bandeira de hastear".
As bandeiras de desfile ou estandartes têm forma quadrangular, com um metro de lado, sendo de tecido de seda bordado, debruado de um cordão do metal e cor dominantes com as extremidades - que enlaçam na haste - rematadas com borlas. A haste é de metal dourado, com uma ponta de lança do mesmo. O campo do estandarte de uma cidade é gironado de oito peças e o de uma vila ou freguesia é esquartelado ou liso. Se existissem, os estandartes das regiões administrativas seriam gironados de 16 peças. Os dois esmaltes dos campos gironados ou esquartelados devem corresponder ao metal e à cor das peças principais do brasão do titular. O esmalte dos campos lisos corresponde ou ao metal ou à cor da peça principal do brasão. Todos os estandartes têm ao centro o brasão do seu titular.

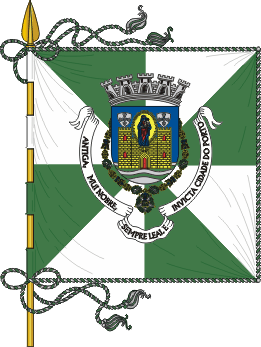
Estandarte da cidade do Porto
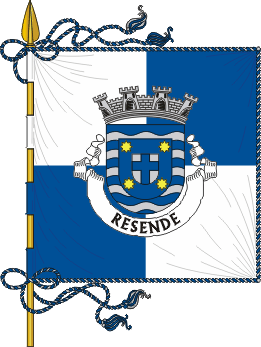
Estandarte da vila  de Resende (esquartelado)
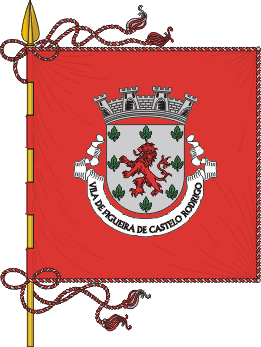
Estandarte da vila  de Figueira de Castelo Rodrigo (liso)
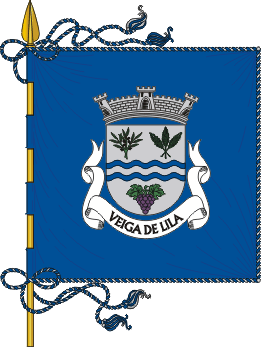
Estandarte da freguesia de Veiga de Lila

As bandeiras de hastear têm um ordenamento idêntico ao do estandarte do respetivo titular, mas são de formato retangular, com um comprimento igual a uma vez e meia a dimensão da tralha. Não dispõem de um tamanho fixo, devendo o mesmo ser o apropriado ao local onde forem arvoradas. As bandeiras gironadas ou esquarteladas podem apresentar-se numa variante alternativa que não tem ao centro o brasão de armas do titular. 

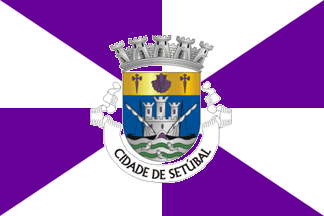
Bandeira de hastear da cidade de Setúbal
Bandeira de hastear da cidade de Setúbal (variante sem brasão)
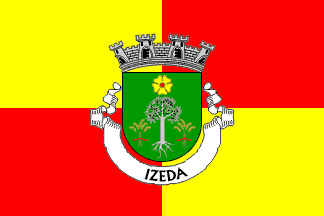
Bandeira de hastear da freguesia de Izeda
Bandeira de hastear da freguesia de Izeda (variante sem brasão)
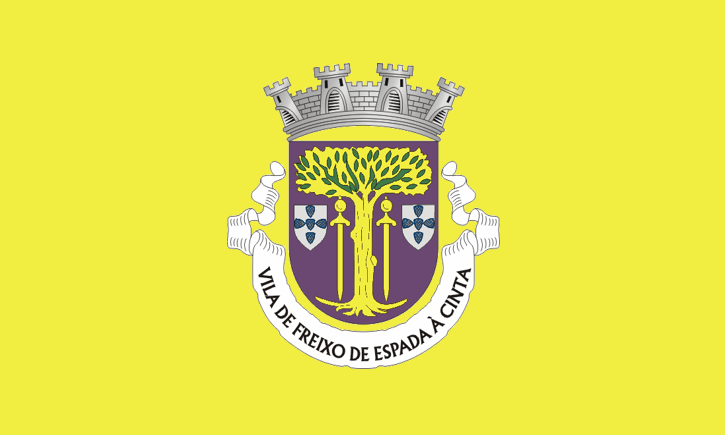
Bandeira de hastear da vila de Freixo de Espada à Cinta

Tal como acontece com os brasões, várias autarquias locais fazem uso de bandeiras (estandartes e bandeiras de hastear) que não obedecem ao padrão oficial. A bandeira de Lagos, por exemplo, tem um campo franchado, que remete à bandeira pessoal do Rei D. Manuel I (franchado de branco e encarnado com uma esfera armilar de ouro ao centro), lembrando a importância que este monarca teve na região. As bandeiras das Caldas da Rainha, Horta e Angra do Heroísmo, apesar de terem o campo ordenado de acordo com o padrão oficial, incluem os brasões não regulamentares dos seus titulares. Diversas autarquias locais dispõem de bandeiras cujo campo contém duas cores, não respeitando a alternância metal e cor. Existem também algumas cidades, como o Fundão, Ponta Delgada, Silves e Santo Tirso, que fazem uso de bandeiras cujo campo não é o gironado regulamentar para a categoria de cidade.

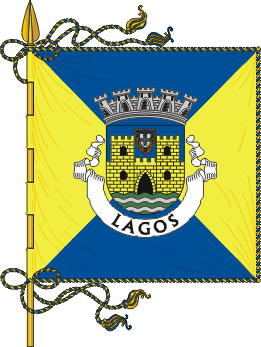
Estandarte da cidade de Lagos (campo franchado)
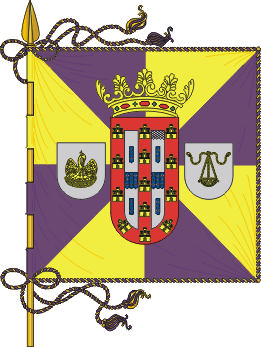
Estandarte da cidade das Caldas da Rainha (brasão não regulamentar)
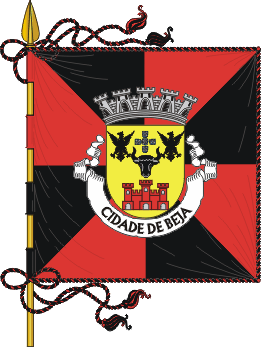
Estandarte da cidade de Beja (gironado de duas cores)
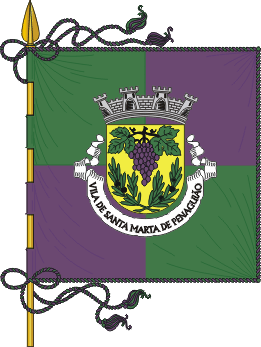
Estandarte da vila de Santa Marta de Penaguião (esquartelado de duas cores)
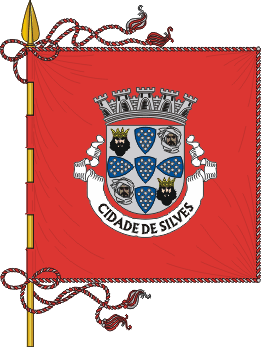
Estandarte da cidade de Silves (liso, apesar de ser cidade)